# فوكاشين أليكسيتش
فوكاشين أليكسيتش (بالصربية: Вукашин Алексић) مواليد 10 يناير 1985 في بلغراد، جمهورية صربيا الاشتراكية، هو لاعب كرة سلة صربي. بدأ مسيرته الاحترافية في سنة 2002. حقق المركز الأول في الألعاب الجامعية الصيفية 2009.

## المسيرة الاحترافية
لعب مع نادي رادنيتشكي كراغوييفاتس لكرة السلة من سنة 2003 إلى 2005، ثم لعب مع نادي ميغا لكرة السلة في موسم 2005–2006، ثم لعب مع أسد في موسم 2007–2008، ثم لعب مع نادي بارتيزان لكرة السلة في موسم 2008–2009، ثم لعب مع نادي رادنيتشكي كراغوييفاتس لكرة السلة في موسم 2009–2010، ثم لعب مع نيجني نوفغورود في الدوري الروسي في موسم 2010–2011.

## الميداليات
| الميدالية | المسابقة                      |
| --------- | ----------------------------- |
| ذهبية     | الألعاب الجامعية الصيفية 2009 |
| فضية      | الألعاب الجامعية الصيفية 2007 |

## روابط خارجية
- فوكاشين أليكسيتش على موقع الاتحاد الدولي لكرة السلة (الإنجليزية)
- فوكاشين أليكسيتش على موقع الدوري الأوروبي لكرة السلة (الإنجليزية)
- فوكاشين أليكسيتش على موقع كرة السلة الأوروبية.كوم (الإنجليزية)
- فوكاشين أليكسيتش على موقع ريلجم (الإنجليزية)
- فوكاشين أليكسيتش على موقع بروبوليرز (الإنجليزية)
- فوكاشين أليكسيتش على موقع سبورتس رفرنس (الإنجليزية)